# 薛仲三
薛仲三（1907年—1988年），男，辽宁锦县人，中国统计学家，中国人民解放军军事医学科学院统计学教授。